# Liste der Monuments historiques in Saint-Barthélemy-d’Anjou
Die Liste der Monuments historiques in Saint-Barthélemy-d’Anjou führt die Monuments historiques in der französischen Gemeinde Saint-Barthélemy-d’Anjou auf.

## Liste der Bauwerke
| Bezeichnung             | Beschreibung                              | Standort | Kennzeichnung | Schutzstatus | Datum | Bild           |
| ----------------------- | ----------------------------------------- | -------- | ------------- | ------------ | ----- | -------------- |
| Château de la Romanerie | Schloss, erbaut im 18. Jahrhundert        | (Lage)   | PA00109255    | Inscrit      | 1972  | weitere Bilder |
| Château de Pignerolles  | Schloss, erbaut im 18. Jahrhundert        | (Lage)   | PA00109254    | Classé       | 1961  | weitere Bilder |
| Manoir de la Ranloue    | Herrenhaus, erbaut im 17./18. Jahrhundert | (Lage)   | PA00109256    | Inscrit      | 1977  | weitere Bilder |

## Liste der Objekte
- Monuments historiques (Objekte) in Saint-Barthélemy-d’Anjou in der Base Palissy des französischen Kultusministeriums